# Dumbarton Burghs (circonscription du Parlement britannique)
14 décembre 1918 – 3 février 1950
Entités précédentes :
- Kilmarnock Burghs
- Dunbartonshire

Entités suivantes :
- Dunbartonshire East
- Dunbartonshire West

Dumbarton Burghs était un district de la circonscription de burghs de la Chambre des communes du Parlement du Royaume-Uni de 1918 à 1950.

## Limites
Il se composait des burghs de Dumbarton et Clydebank dans le Dunbartonshire. Le reste du comté formait la circonscription rural (ou comté) de Dunbartonshire.

## Historique
Avant la création de la circonscription de Dumbarton Burghs, le burgh de Dumbarton faisait partie de la circonscription de Kilmarnock Burghs, et Clydebank faisait partie de la circonscription du comté de Dunbartonshire. Lorsque Dumbarton Burghs a été aboli, tout le comté de Dunbartonshire a été réorganisé en deux nouvelles circonscriptions, Dunbartonshire East et Dunbartonshire West.
Pendant presque toute son histoire, Dumbarton Burghs a été représenté par David Kirkwood du Parti travailliste, un important Red Clydesider. La seule exception était de 1918 à 1922, lorsqu'elle était représentée par John Taylor, un partisan du gouvernement de coalition de David Lloyd George.

## Membre du Parlement
| Élection | Élection | Membre                 | Membre                 | Parti                  |
| -------- | -------- | ---------------------- | ---------------------- | ---------------------- |
|          | 1918     | John Taylor            |                        | Coalition Libéral      |
|          | 1922     | David Kirkwood         |                        | Travailliste           |
| 1950     | 1950     | circonscription abolie | circonscription abolie | circonscription abolie |

## Résultats élections
| Parti                                                 | Parti                             | Candidat           | Voix   | %     | ± |
| ----------------------------------------------------- | --------------------------------- | ------------------ | ------ | ----- | - |
| C                                                     | Liberal                           | John Taylor        | 11,734 | 52.62 |   |
|                                                       | Travailliste                      | David Kirkwood     | 10,566 | 47,38 |   |
| Majorité                                              | Majorité                          | Majorité           | 1,168  | 5,24  |   |
| Participation                                         | Participation                     | Participation      | 22,300 | 70,40 |   |
| Registre électeurs                                    | Registre électeurs                | Registre électeurs | 31,678 |       |   |
|                                                       | Liberal vainqueur (nouveau siège) |                    |        |       |   |
| C candidat approuvé par le gouvernement de coalition. |                                   |                    |        |       |   |

| Parti              | Parti                              | Candidat                           | Voix   | %      | ±      |
| ------------------ | ---------------------------------- | ---------------------------------- | ------ | ------ | ------ |
|                    | Travailliste                       | David Kirkwood                     | 16,397 | 64,29  | +16.91 |
|                    | National Libéral                   | John Taylor                        | 9,107  | 35,71  | −16.91 |
| Majorité           | Majorité                           | Majorité                           | 7,290  | 28,58  | N/A    |
| Participation      | Participation                      | Participation                      | 25,504 | 76,22  | +5.82  |
| Registre électeurs | Registre électeurs                 | Registre électeurs                 | 33,463 |        |        |
|                    | Travailliste vainqueur sur Liberal | Travailliste vainqueur sur Liberal | Swing  | +16.91 |        |

| Parti              | Parti                | Candidat             | Voix   | %     | ±     |
| ------------------ | -------------------- | -------------------- | ------ | ----- | ----- |
|                    | Travailliste         | David Kirkwood       | 13,472 | 61,26 | −3.03 |
|                    | Unioniste            | Walter Black Munro   | 8,520  | 38,74 | N/A   |
| Majorité           | Majorité             | Majorité             | 4,952  | 22,52 | −6.06 |
| Participation      | Participation        | Participation        | 21,992 | 67,98 | −8.24 |
| Registre électeurs | Registre électeurs   | Registre électeurs   | 32,349 |       |       |
|                    | Travailliste retenir | Travailliste retenir | Swing  | −3.03 |       |

| Parti              | Parti                | Candidat             | Voix   | %     | ±     |
| ------------------ | -------------------- | -------------------- | ------ | ----- | ----- |
|                    | Travailliste         | David Kirkwood       | 14,562 | 59,22 | −2.04 |
|                    | Unioniste            | Walter Black Munro   | 10,027 | 40,78 | +2.04 |
| Majorité           | Majorité             | Majorité             | 4,535  | 18,44 | −4.08 |
| Participation      | Participation        | Participation        | 24,589 | 76,14 | +8.16 |
| Registre électeurs | Registre électeurs   | Registre électeurs   | 32,293 |       |       |
|                    | Travailliste retenir | Travailliste retenir | Swing  | −3.03 |       |

| Parti              | Parti                | Candidat             | Voix   | %     | ±     |
| ------------------ | -------------------- | -------------------- | ------ | ----- | ----- |
|                    | Travailliste         | David Kirkwood       | 19,193 | 63,10 | +3.88 |
|                    | Unioniste            | Charles Milne        | 11,225 | 36,90 | −3.88 |
| Majorité           | Majorité             | Majorité             | 7,968  | 26,20 | +7.76 |
| Participation      | Participation        | Participation        | 30,418 | 77,06 | +0.92 |
| Registre électeurs | Registre électeurs   | Registre électeurs   | 39,474 |       |       |
|                    | Travailliste retenir | Travailliste retenir | Swing  | +3.88 |       |

| Parti              | Parti                                               | Candidat                                            | Voix   | %      | ±      |
| ------------------ | --------------------------------------------------- | --------------------------------------------------- | ------ | ------ | ------ |
|                    | Travailliste indépendant                            | David Kirkwood                                      | 16,335 | 51,57  | −11.53 |
|                    | Unioniste                                           | MJ McCracken                                        | 15,338 | 48,43  | +11.53 |
| Majorité           | Majorité                                            | Majorité                                            | 997    | 3,15   | −23.05 |
| Participation      | Participation                                       | Participation                                       | 31,673 | 80,69  | +3.63  |
| Registre électeurs | Registre électeurs                                  | Registre électeurs                                  | 39,253 |        |        |
|                    | Travailliste indépendant vainqueur sur Travailliste | Travailliste indépendant vainqueur sur Travailliste | Swing  | −11.53 |        |

| Parti              | Parti                                               | Candidat                                            | Voix   | %      | ±      |
| ------------------ | --------------------------------------------------- | --------------------------------------------------- | ------ | ------ | ------ |
|                    | Travailliste                                        | David Kirkwood                                      | 20,409 | 65,17  | +13.60 |
|                    | Unioniste                                           | MJ McCracken                                        | 10,909 | 34,83  | −13.60 |
| Majorité           | Majorité                                            | Majorité                                            | 9,500  | 30,33  | +27.18 |
| Participation      | Participation                                       | Participation                                       | 31,318 | 78,80  | −1.89  |
| Registre électeurs | Registre électeurs                                  | Registre électeurs                                  | 39,744 |        |        |
|                    | Travailliste vainqueur sur Travailliste indépendant | Travailliste vainqueur sur Travailliste indépendant | Swing  | +13.60 |        |

| Parti              | Parti                | Candidat             | Voix   | %     | ±     |
| ------------------ | -------------------- | -------------------- | ------ | ----- | ----- |
|                    | Travailliste         | David Kirkwood       | 16,262 | 65,21 | +0.04 |
|                    | Unioniste            | John Richardson      | 8,676  | 34,79 | −0.04 |
| Majorité           | Majorité             | Majorité             | 7,586  | 30,42 | +0.09 |
| Participation      | Participation        | Participation        | 24,938 | 73,20 | −5.60 |
| Registre électeurs | Registre électeurs   | Registre électeurs   | 34,067 |       |       |
|                    | Travailliste retenir | Travailliste retenir | Swing  | +0.04 |       |